# Satornilos
Satornilos (též Satornius, Satorninos) byl gnostický učitel působící ve 2. století n. l. v syrské Antiochii. 

## Prameny k Satornilově životu a nauce
Existuje málo informací o životě Satornila a ani jeho spisy se nedochovaly. Jako zdroj proto slouží díla křesťanských hereziologů, především pak kniha Adversus Haereses (kniha I, kapitola 24, odstavce 1-2) od Eirénaia z Lyonu a Refutatio omnium haeresium (kniha VII, kapitola 16) od Hippolyta Římského. Srovnáním těchto děl zjistíme, že obsahují totožné informace. Je tedy možné, že hereziologové informace vzájemně kopírovali či sdíleli prvotní pramen, pravděpodobně spis Syntagma Iústína Martyra, který se nedochoval.

## Život
Podle Eirénaia žil Satornilos ve 2. století n. l. a pocházel z Antiochie či Dafné v oblasti, kde pramení řeka Jordán. Hereziologové tvrdili, že Satornilovým gnostickým učitelem byl Menandros, který byl žákem Šimona Mága. Sám Satornilos měl být učitelem Basileida, který měl žáka ve Valentinovi. (Adv. I 24,1)  Je ovšem možné, že se nikdy nesetkali a hereziologové je řadili k sobě kvůli podobnosti nauky.

## Učení
Satornilovo učení obsahuje typicky gnostické myšlenky o stvoření člověka nižším bohem. Originální je však v představení Krista jako gnostického spasitele a rozdělení lidí na dva druhy – špatné a dobré.
Vymezení Satornilovy nauky:

### Stvoření člověka
Satornilos podle Eirénaia a Hippolyta učil, že existuje jeden Bůh, který je nepoznatelný (θεὸς ἄγνωστος) a stvořil anděly, archanděly, síly a mocnosti. (Adv. I 24,1; Refut. VII 16)
Andělé chtěli podle svého obrazu učinit člověka. Když byl člověk učiněn a nemohl se vzpřímiti pro slabost andělů, ale jako červíček se plazil, Bůh člověka naplnil jiskrou světla (σπινθήρ), která pozvedla člověka a dodala mu čilosti i života. Tato životní jiskra se prý po smrti navrátí k tomu, s čím je sourodá, a ostatek, z čeho ty věci byly učiněny, se rozpadne. (Adv. I 24,1) 

### Postava Krista
Podle Eirénaia (Adv. I 24,1) i Hippolyta (Refut. VII 16) viděl Satornilos v Kristovi gnostického spasitele, který byl poslán na zem, aby zneškodnil zlé lidi a dobré vedl ke spáse.
Spasitel je nenarozený, netělesný, bez podoby, že toliko zdánlivě člověkem se ukázal. I židovský Bůh je prý jeden z andělů. A poněvadž prý Otec jeho všecky Vládce chtěl zničiti, proto prý přišel Kristus potříti Boha židů a spasiti věřící v něho; věřícími jsou ti, kteří mají jiskru života. On také pravil, že dvojí lidské plémě bylo původně stvořeno od andělů - zlé a dobré. A poněvadž ďáblové pomáhají zlým, proto prý přišel Spasitel zničiti zlé, jak lidi, tak ďábly, a spasiti dobré. (Adv. I 24,1)

### Dva druhy lidí
U Eirénaia se dočteme, že Satornilos byl prvním, kdo tvrdil, že andělé stvořili dva druhy lidí – špatné a dobré. (Adv. I 24,1). Hippolytos (Refut. VII 16) se o dvou druzích lidí rovněž zmiňuje, ale výslovně neuvádí, že Satornilos byl v tomto originální.

### Askeze
Skupina kolem Satornila měla tendence ke zdrženlivosti. Manželství, plození a ženy byly podle nich od Satana. (Adv. I 24,2; Refut. VII 16) Odmítání manželství a určitých pokrmů (především masitých) patřilo k prvním přikázáním gnostické askeze.